# Kansli
Kansli blev under medeltiden det  sammanfattande namnet på de tjänstemän, som skötte expeditionen hos kungar och furstar, emottog inkommande handlingar samt uppsatte och avfärdade utgående handlingar.
Namnet har uppenbarligen samma ursprung som kansler och betecknade väl först den lokal, där ifrågavarande tjänstemän arbetade, men sedan kollektivt dem själva som ämbetsmyndighet. Kansliet blev överallt ett viktigt organ för den uppväxande regeringsmakten, och de främsta kanslitjänstemännen var ofta nog furstens rådgivare på samma gång som hans organ för den formella expeditionen, men i den mån nya ämbeten och ämbetsverk uppstod för särskilda områden av regeringen, modifierades kansliets ställning på olika sätt.
I vissa länder förgrenades ur kansliet särskilda ämbetsverk (court of chancery i England); i regel uppdelade sig kansliet på fristående expeditioner, vilkas chefer i England och Frankrike under namnet statssekreterare (eng. secretaries of state, fr. secrétaires d'état) så småningom också blev rådgivande ministrar.
I Sverige används begreppet idag främst för myndigheters och ideella organisationers kontor.